# Norisring
Norisring – uliczny tor wyścigowy położony w Norymberdze, na terenach służących w latach 1927–1938 jako miejsce zjazdu kongresu nazistowskiej partii NSDAP.
W celu uniknięcia zbieżności z torem Nürburgring, nazwa obiektu nawiązuje do XVII-wiecznego określenia miasta, Noris.
Pierwsze wyścigi motocyklowe wokół dawnej trybuny kongresowej odbyły się w maju 1947 roku. Wkrótce pojawiły się również samochody, które w latach 60. XX wieku uzyskały dominującą pozycję.
W 1967 roku po raz pierwszy rozegrano wyścig 200 mil Norisring, przeznaczony dla kategorii samochodów sportowych (Interseries), który został główną imprezą w rocznym cyklu startów.
W 1973 roku tor jedyny raz w swojej historii gościł rundę Mistrzostw Europy Formuły 2. Zwycięzcami wyścigów zostali Tim Schenken oraz Jean-Pierre Jarier.
Od 1974 roku miejsce Interseries zajęło Deutsche Rennsport Meisterschaft; narodowa seria samochodów turystycznych (poprzednik DTM).
W latach 1984–1989 na krótko powrócono do wyścigów samochodów sportowych jako uzupełnienie rywalizacji samochodów turystycznych.
Od momentu powstania w 1984 roku DTM, wyścig na Norisringu jest jednym z głównych punktów mistrzostw, porównywalnym z Grand Prix Monako Formuły 1. Oprócz DTM, na torze organizowane są zawody F3 Euroseries (dawniej także Niemieckiej Formuły 3).
W historii rywalizacji na Norisringu śmierć poniosło trzech motocyklistów oraz dwóch kierowców: Pedro Rodríguez (wyścig cyklu Interseries w 1971 roku) i Csaba Kesjár (wyścig niemieckiej Formuły 3 w 1988 roku).
Obecna konfiguracja toru ma 2,300 km. Do 1972 roku długość trasy zmieniała się i osiągała nawet cztery kilometry. Gruntowna przebudowa była konsekwencją wypadku Pedro Rodrígueza; od tego czasu konfiguracja okrążenia nie uległa dalszym zmianom.